# 프렌즈 클럽
프렌즈 클럽은 네팔의 축구단이다. 현재 마티어스 메모리얼 A 디비전 리그에 참가하고 있다.

## 우승
- 트리부반 챌린지 실드: 1985, 1986
- 마헨드라 골드컵: (2)